# Faradiélé
Faradiélé is een gemeente (commune) in de regio Sikasso in Mali. De gemeente telt 2700 inwoners (2009).
De gemeente bestaat uit de volgende plaatsen:
- Faraba
- Faradiélé
- Faradiélébougou
- Flola
- Koka

N'Gonzana
- Sadié
- Tabacorolé
- Tiéfagala